# Geschlechtssensible Pädagogik
Geschlechtssensible Pädagogik beschreibt einen pädagogischen Ansatz, dessen Ziel in einem geschlechterbewussten Umgang auf Grundlagen der Genderforschung in Fragen der Erziehung, Bildung und Sozialpädagogik besteht. Hierbei wird auf das Konzept des Gender-Mainstreaming zurückgegriffen.

## Ansätze
Entsprechend der Genderforschung differenziert auch die geschlechtssensible Pädagogik drei Ansätze, die sich jeweils um verschiedene Aspekte bemühen:
DifferenzansätzeFrauen und Männer werden als grundsätzlich verschieden angesehen: Aus biologischer Sicht, durch unterschiedliche Lebensbedingungen und Sozialisation.
GleichheitsansätzeFrauen und Männer sind aus Sicht der Geschlechtssensiblen Pädagogik gleichberechtigt. Schlussfolgernd aus dieser grundsätzlichen Gleichberechtigung der Geschlechter wird männliche Herrschaft kritisiert, Gleichberechtigung und gleicher Zugang zu gesellschaftlichen Machtpositionen gefordert. Gleichheitsansätze beziehen sich auf die rechtliche Ebene und bekämpfen Diskriminierungen aufgrund des Geschlechts.
Konstruktivistische AnsätzeKonstruktivistische Ansätze kritisieren die Zweigeschlechtlichkeit als Konstrukt aus der Erfahrung heraus, dass es immer wieder Menschen gebe, die sich nicht eindeutig einem Geschlecht (siehe Transgender) zuordnen ließen. Die Kernaussage ist, dass Frauen und Männer Konstrukte seien. Das Geschlecht eines Menschen werde zwar mit der Geburt zugewiesen (biologisches Geschlecht), doch die Zuweisung zu einem Geschlecht sei ein lebenslanger Prozess, der tagtäglich aktiv über Haltung, Gang, Kleidung, Schmuck, Sprache und anderes inszeniert werde. Dekonstruktivistische Ansätze wollen den „engen Rahmen weiblicher und männlicher Eigenschaftszuschreibung“ aufspüren und sprengen.

## Anwendungsfelder
Die Geschlechtssensible Pädagogik findet Anwendung in der Kindergartenpädagogik und der Schulpädagogik. Darüber hinaus wird sie umgesetzt in der Erwachsenenbildung und der geschlechtssensiblen Sozialpädagogik, welche vor allem in Frauenhäusern und Beratungsstellen für Frauen und Mädchen zum Einsatz kommt. Auch in der Betreuung von Menschen mit psychischen Erkrankungen werden Grundlagen der geschlechtersensiblen Sozialpädagogik angewendet.